# ヒューマン・オディティーズ
ザ・ヒューマン・オディティーズ（The Human Oddities）は、1998年にアメリカ合衆国のプロレス団体WWFで結成されたプロレスラーのユニット。映画『フリークス』をモチーフに、人間離れした巨体と異相を持つスーパーヘビー級の怪物軍団として、初期はヒール、後にベビーフェイスのポジションで活動した。
ユニット名は、正式にはザ・パレード・オブ・ヒューマン・オディティーズ（The Parade of Human Oddities）であり、最終的にはジ・オディティーズ（The Oddities）と簡略化された。

## メンバー
- ザ・ジャッカル（The Jackyl）
  - ヒール期のマネージャー。レイチェル・ロケッツ（Rachel Rocketts）なる女性ダンサーを帯同していたこともあった。
- クルガン（Kurrgan）
  - 身長208cmの強面巨人レスラー。トゥルース・コミッション時代と同様にユニットの主軸を担った。
- ゴルガ（Golga）
  - 200kg級の巨漢マスクマン。顔面が皮膚病に侵され、それを隠すために覆面を被っているという設定だった。
- ジャイアント・シルバ（Giant Silva）
  - クルガンを上回る大巨人だが、当時はデビューして日が浅かったため試合への出場機会は少なく、主にセコンドの用心棒役を務めた。
- ルナ・バション（Luna Vachon）
  - 怪奇派の女子プロレスラー。ベビーフェイス転向後は、ジャッカルに代わってマネージャーを担当した。
- インセイン・クラウン・ポッシー（Insana Clown Posse）
  - バイオレント・J（Violent J）とシャギー・2・ドープ（Shaggy 2 Dope）のコンビによる、ピエロのメイクを施したホラーコア系のヒップホップ・デュオ。ベビーフェイス転向に伴い新メンバーに迎えられ、ユニットのエントランス・ミュージックも手掛けた。

## 来歴
1998年5月、トゥルース・コミッションのエース格だったクルガンと、彼のマネージャーであるザ・ジャッカルの新しいユニットとして結成される。メンバーには、同時期にWCWからWWFに復帰したジョン・テンタが覆面レスラーのゴルガに変身してクルガンのパートナーとなり、バスケットボールブラジル代表からプロレスラーに転向したジャイアント・シルバも加入。サイコパス系女子レスラーのルナ・バションも加わり、サーカスのフリーク・ショーの大男や畸形者をイメージした怪異なヒール軍団としてプロデュースされた。
ほどなくして、ジャッカルの戦線離脱を機にフェイスターンを行い、7月放送の『ロウ・イズ・ウォー』において、当時のWWFを代表するディーヴァだったセイブルによって新生オディティーズが紹介された。以降はコミカルな善玉ユニットとなって異色の会場人気を獲得。クルガンはセイブルのボディーガードも兼任し、ゴルガは『サウスパーク』のエリック・カートマンを模したキャラクターとなるなどイメージが改められた。
また、インセイン・クラウン・ポッシー（ICP）もセコンドおよびエスコート役として新加入。入場テーマ曲もヒール期に使用していたジンタ調の前時代的なサーカス音楽から、ICPによるラップ・ミュージック "The Greatest Show" に一新され、入場時および勝利後には同曲をバックに全員でダンスを踊るパフォーマンスが定番となった。
試合ではミッドカード戦線において、小柄なカイエンタイと凸凹抗争を展開。1998年8月30日にニューヨークのマディソン・スクエア・ガーデンにて開催された『サマースラム1998』では、3対4（クルガン、ゴルガ、シルバ対TAKAみちのく、ディック東郷、MEN'Sテイオー、ショー・フナキ）のハンディキャップ・マッチに勝利した。ICPとWWFの契約が終了してからは、同年12月よりWWF殿堂者のジョージ・スティールが "Original Oddity" として一時加入している。
1999年1月24日の『ロイヤルランブル1999』にはクルガンとゴルガが出場したが、翌2月をもってルナ・バションを除く全員がWWFを解雇され、オディティーズは解散した。